# Inderavelly
Inderavelly là một mandal thuộc huyện Adilabad, bang Telangana, Ấn Độ.